# Luís de Sousa (författare)
Luís de Sousa, (Manoel Sousa de Coutinho), född 1555, död den 5 maj 1632, var en portugisisk munk och prosaförfattare.
de Sousa var i sin ungdom malteserriddare, togs till fånga av sjörövare, men utlöstes. Han gifte sig och bosatte sig i Almada mitt emot Lissabon. Emellertid tillskansade sig Filip II:s guvernörer i Lissabon, där pesten härjade, hans hus; hellre än att vika för olagligheten satte han eld därpå. Han begav sig till Spanien och lyckades inte bara undgå straff, utan även komma i stor heder vid spanska hovet. År 1613 skilde han sig från sin hustru och ingick i dominikanorden 1614. I klostret ägnade han sig åt litterär verksamhet och skrev en ryktbar biografi över ärkebiskopen av Braga Bartolomeu dos Mártires (1619). År 1623 utgav han första delen av en krönika om dominikanorden (del 2 och 3 utgavs efter hans död 1662 och 1678; ny upplaga 1846.